# Olibrinus pacificus
Olibrinus pacificus là một loài chân đều trong họ Olibrinidae. Loài này được Nunomura miêu tả khoa học năm 1990.